# Навалка, Адам
Навалка, Адам (пол. Adam Nawałka) (23 октября 1957, Краков) — польский футбольный тренер, футболист — полузащитник. Игрок сборной Польши (34 матча) и участник Чемпионата мира 1978. Живёт в Рудава (под Краковом).

## Клубная карьера
Навалка родился в футбольной семье, его отец, Адам играл в местном клубе Орлента Рудава (пол. Orlęta Rudawa). Свою футбольную карьеру Навалка начал в 1969 году в краковской «Висле». В первой лиге дебютировал в 21 мая 1975 года. В 1975 и 1976 годах, в составе молодёжной команды Вислы завоевал первое место в чемпионате Польши. В 1978 году стал игроком основного состава «Вислы», которая тогда выиграла чемпионат Польши.
В первой лиге Навалка сыграл 190 матчей, и забил 9 голов. В 1985 году покинул «Вислу» и уехал в США, где играл за клуб «Полиш-Американ Иглс».

## Карьера в сборной
В 1978 году в составе сборной участвовал в Чемпионате мира в Аргентине, где сыграл без замен 5 матчей. В общей сложности сыграл за сборную 34 матча, свой единственный гол забив в проигранном матче с Венгрией (1:2), который одновременно и являлся его дебютом.

## Тренерская карьера
Навалка окончил тренерскую академию при Польском футбольном союзе присвоив звание тренера первого класса. С 1996 тренировал команду «Свит» Кшешовице. В 1998 вернулся в «Вислу» Краков, где принял должность координатора по обучении молодёжи. Некоторые время исполнял должность тренера первой команды с которой завоевал второе место, первое место а также кубок лиги. В течение первых 10 раундов сезона 2002/03 Навалка вёл команду «Заглембе» Любин. Накануне следующего сезона принял пост тренера в выступающим во второй лиге клубе Сандецья. 1 сентября 2004 года стал первым тренером Ягеллония Белосток однако 20 апреля 2006 был уволен из-за неудовлетворительных результатов.
19 декабря 2006 года вновь возглавлял Вислу Краков однако 16 апреля 2007 был отстранён от должности.
28 мая 2007 был временно включён в тренерский штаб сборной Польши, замещая Дариуша Дзекановского. Помогал Лео Бенхаккеру в подготовке к отборочным матчам к Чемпионату Европы в Австрии и Швейцарии против Азербайджана и Армении. В августе 2007 ему разрешили работать в штабе до конца отборочного турнира.
С 21 сентября 2008 по 31 декабря 2009 Навалка занимал пост тренера «Катовице», 1 января 2010 назначен тренером клуба «Гурник» Забже, который под его руководством вышел в Экстраклассу 1 июня того же года. 26 октября Навалку назначили официально тренером сборной Польши, вопреки ранее сделанным заявлениям о готовности доработать в «Гурнике» до конца года. 28 октября 2013 Навалка провёл последний матч как тренер «Гурника» против «Краковии», а 1 ноября приступил к обязанностям тренера. Под его руководством сборная Польши успешно квалифицировалась на чемпионат Европы 2016 года, где впервые в своей истории добралась до четвертьфинала. После этого поляки прошли отбор на чемпионат мира 2018, однако на групповом этапе первенства они потерпели два поражения от Сенегала и Колумбии, в результате которых команда не смогла пройти в плей-офф, и только в заключительном туре была одержана победа над Японией. По окончании выступления команды на мундиале Адам Навалка подал в отставку.
Признавался лучшим тренером Польши (2015, 2016, 2017).